# Old Battle Songs
Old Battle Song è un demo del gruppo power metal neoclassico italiano Rhapsody of Fire, pubblicato nel 2001 ma registrato nel 1998.
Nell'album demo sono presenti anche 7 canzoni tratte dal precedente demo Eternal Glory(a sua volta 3 tratte dal demo Land of Immortals).
Doveva essere una riedizione del demo precedente con alcune tracce in più svolte nei primi live(non specificati dove si erano svolti) da headliner
La copia "fisica" del demo risulta introvabile , ed è l'unica volta live dove si suonano le canzoni "Legendary Tales","Lord of the thunder" e "flames of revenge"

## Tracce
1. Invernal Fury (da Land of Immortals e Eternal Glory) – 4:41
2. Warrior of Ice (da Land of Immortals e Eternal Glory) – 4:11
3. Tears of Nightfall (da Eternal Glory) – 1:18
4. Alive and Proud (da Eternal Glory) – 5:55
5. Land of Immortals (da Land of Immortals e Eternal Glory) – 5:43
6. Holy Wind (da Land of Immortals e Eternal Glory) – 3:41
7. Eternal Glory (da Eternal Glory) – 8:07
8. Ira Tenax – 1:50
9. Warrior of Ice – 6:00
10. Flames of Revenge + Drum Solo – 7:00
11. Lord of the Thunder – 5:45
12. Legendary Tales – 7:50
13. Lands of Immortals – 5:45
14. Epicus Furor + Emerald Sword – 8:50

da 8 a 14 sono le tracce live

## Formazione
- Luca Turilli – chitarra
- Alessandro Staropoli – tastiera
- Daniele Carbonera – batteria
- Fabio Lione – voce
- Alessandro Lotta – basso